# Замок Оранмор
Замок Оранмор — замок в посёлке Оранмор, графство Голуэй, Ирландия.

## История

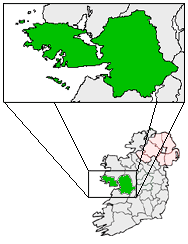
Графство Голуэй

Оранмор был возведен графом Кланрикардом в XVI веке, возможно, на основании более ранней постройки. Кланрикарды, знатное семейство из Голуэя, использовали его как цитадель. В марте 1642 года посёлок Оранмор присоединился к Ирландской конфедерации во время восстания, чему владельцы замка, маркиз и пятый граф Кланрикард, упорно сопротивлялись. Кланрикарды поддерживали замок с моря до 1643 года, когда, без согласия маркиза, капитан Уиллогби, правитель Голуэя, сдался.
После перерыва во владении, шестой граф Кланрикард вернул себе замок, и в 1666 года сдал замок в аренду Уолтеру Эфи, чьи потомки владели замком до 1853 года.

## Обновление замка
В 1947 году леди Лесли перекрыла в замке крышу, поскольку она пришла в полную негодность. Её дочь пристроила к замку двухэтажное крыло. К несчастью, менее чем через 20 лет, в 1964 году, в замке произошёл пожар и новая крыша сгорела.

## Внешний вид
Замок представляет собой прямоугольную жилую башню, высотой в четыре этажа и амбразурами на нижнем из них.

## Экскурсии
Замок открыт для посещения туристов в мае, а также 1-27 июля; 4-31 августа, и 25-30 сентября с 14 до 18 часов. Выходной день — воскресенье.

## В искусстве
23 марта 2001 года замок Оранмор появился в одном из эпизодов сериала The Scariest Places on Earth.